# کروم اواس
سیستم‌عامل کروم (گاهی به‌عنوان کروم‌اواس نامیده می‌شود) یک سیستم‌عامل مبتنی بر لینوکس است که توسط گوگل طراحی شده‌است. این سیستم‌عامل از نرم‌افزار آزاد سیستم‌عامل کرومیوم مشتق شده است و از مرورگر وب گوگل کروم به عنوان واسط کاربری اصلی خود استفاده می‌کند. برخلاف سیستم‌عامل کرومیوم، سیستم‌عامل کروم نرم‌افزار اختصاصی است.
گوگل این پروژه را که سپس بر اساس اوبونتو، در ژوئیه ۲۰۰۹ اعلام کرد، آن را به عنوان یک سیستم‌عامل تصور کرد که در آن برنامه‌ها و داده‌های کاربر در ابر قرار دارند؛ بنابراین سیستم‌عامل کروم در اصل برنامه کاربردی وب را اجرا می‌کند.
کد منبع و یک نسخه نمایشی عمومی در نوامبر آن سال ارائه شد. اولین سیستم‌عامل کروم لپ‌تاپ که به عنوان کروم‌بوک شناخته می‌شود، در مه ۲۰۱۱ وارد شد. محموله‌های اولیه کروم‌بوک از سامسونگ و ایسر در ژوئیه ۲۰۱۱ انجام شد.
سیستم‌عامل کروم، دارای یک پخش‌کننده رسانه یکپارچه و مدیر فایل است. از برنامه‌های وب پیشرو و برنامه‌های کروم پشتیبانی می‌کند. اینها شبیه برنامه‌های کاربردی بومی و همچنین دسترسی از راه دور به دسکتاپ هستند. از آنجایی که دستگاه‌های کروم‌اواس بیشتری وارد بازار شده‌اند، اکنون سیستم‌عامل به ندرت جدا از سخت‌افزاری که آن را اجرا می‌کند، ارزیابی می‌شود.
برنامه‌های اندروید در سال ۲۰۱۴ برای سیستم‌عامل در دسترس قرار گرفتند و در سال ۲۰۱۶، دسترسی به برنامه‌های اندروید به‌طور کامل در دستگاه‌هایی کروم‌اواس پشتیبانی‌شده در گوگل پلی ارائه شد. پشتیبانی از ترمینال لینوکس و برنامه‌های کاربردی، معروف به Project Crostini, در سال ۲۰۱۸ با کروم‌اواس ۶۹ در کانال پایدار منتشر شد. این کار از طریق یک هسته سبک‌وزن لینوکس که کانتینرها را در داخل یک ماشین مجازی اجرا می‌کند، امکان‌پذیر شد.